# Wilhelm Lohr (Theologe)
Wilhelm Nikolaus Johannes Lohr (* 25. Februar 1839 in Kassel; † 10. Januar 1906 ebenda) war ein deutscher evangelischer Theologe und Generalsuperintendent.

## Leben
Wilhelm Lohr wurde als Sohn des Pfarrers August Philipp Lohr (1813–1867) und dessen Ehefrau Eugenie Emma Beck geboren und absolvierte ein Studium der Theologie an der Philipps-Universität Marburg.
1860 legte er sein erstes theologisches Examen ab und war anschließend als Hauslehrer tätig. So war er von 1863 an einer der Erzieher des Prinzen Wilhelm von Hessen.
Von 1863 bis 1886 war er als Pfarrer in Heiligenrode tätig und von 1883 Metropolitan der Klasse Kaufungen. Von 1886 bis 1887 war er Pfarrer in Oberkaufungen. Anschließend wurde er Generalsuperintendent der niederhessischen reformierten Kirchengemeinschaft.
In einem Hirtenbrief zur Karwoche 1893 warnte Lohr gemeinsam mit den Generalsuperintendenten Karl Fuchs (1827–1903) und Ludwig Werner (1835–1915) vor der Ergebnissen historisch-kritischer Arbeit und bezeichnete die Lehre der beiden Marburger Theologen Wilhelm Herrmann und Ernst Christian Achelis für zukünftige Pfarrer als unannehmbar.

## Familie
Lohr war mit Klara Amalie Auguste Rohde (1841–1917) verheiratet. Aus der Ehe ist der Sohn Wilhelm Friedrich Ludwig (1871–1943, Landrat) hervorgegangen.

## Auszeichnungen
- Wirklicher Geheimer Oberkonsistorialrat

## Veröffentlichungen (Auswahl)
- Tabea stehe auf! Predigt über Apostelgeschichte 9,36–43, gehalten bei der Einweihungsfeier der Martinskirche zu Kassel am 16. Oktober 1892
- Jünglingspredigt über 1. Cor. 16,13–14, gehalten beim ersten Bundesfest der niederhessischen Jünglingsvereine in Sooden am 30. Juli 1893